# ريتشارد ديفي
ريتشارد ديفي (بالإنجليزية: Richard Duffy)‏ (30 أغسطس 1985 بسوانزي في المملكة المتحدة - ) هو لاعب كرة قدم بريطاني في مركز الظهير. شارك مع منتخب ويلز تحت 17 سنة لكرة القدم ومنتخب ويلز تحت 19 سنة لكرة القدم ومنتخب ويلز تحت 21 سنة لكرة القدم ومنتخب ويلز لكرة القدم. أما مع النوادي، فقد لعب مع بورت فايل وسوانزي سيتي وكوفنتري سيتي ونادي بورتسموث ونادي بيرنلي ونادي ميلوول ونادي إكزتر سيتي.

## مسيرته الكروية
لعب ريتشارد ديفي خلال مسيرته الاحترافية مع 8 أندية في واحد وعشرون موسمًا وسجل خلالها 13 هدفًا ضمن 462 مباراة. ولم يفز بأي موسم بالكأس أو بالدوري.
خاض ريتشارد ديفي مسيرته مع نادي بورتسموث في موسم 2003–04 في المرة الأولى لمدة موسم واحد ثم في موسم 2007–08 ولمدة موسمين، مشاركًا طوالها في مباراة ولم يسجل أي هدف. ثم انتقل إلى نادي كوفنتري سيتي في موسم 2004–05 ليلعب معه أربعة مواسم، حيث شارك في 61 مباراة ولم يسجل أي هدف أيضًا. لينتقل بعدها إلى نادي سوانزي سيتي في موسم 2006–07 لمدة موسم واحد، مشاركًا في 29 مباراة سجل خلالها هدفًا واحدًا. ثم انتقل إلى نادي ميلوول في موسم 2008–09 لمدة موسم واحد، مشاركًا في 12 مباراة ولم يسجل أي هدف. هذا وانتقل لاحقًا إلى نادي إكزتر سيتي في موسم 2009–10 واستمر معه طيلة ثلاثة مواسم، مشاركًا في 112 مباراة سجل خلالها 3 أهداف. ثم انتقل بعدها إلى نادي بورت فايل في موسم 2012–13 ليلعب معه أربعة مواسم، مشاركًا في 136 مباراة سجل خلالها هدفًا واحدًا. ليعود وينتقل من جديد، لكن هذه المرة إلى نادي نوتس كاونتي في موسم 2016–17 واستمر معه طيلة ثلاثة مواسم، مشاركًا في 104 مباراة سجل خلالها 7 أهداف.

## وصلات خارجية
- ريتشارد ديفي على موقع قاعدة بيانات كرة القدم.إي يو (الإنجليزية)
- ريتشارد ديفي على موقع ناشيونال فوتبول تيمز (الإنجليزية)
- ريتشارد ديفي على موقع Soccerbase.com (لاعب) (الإنجليزية)
- ريتشارد ديفي على موقع عالم كرة القدم.نت (الإنجليزية)